# Fishguard

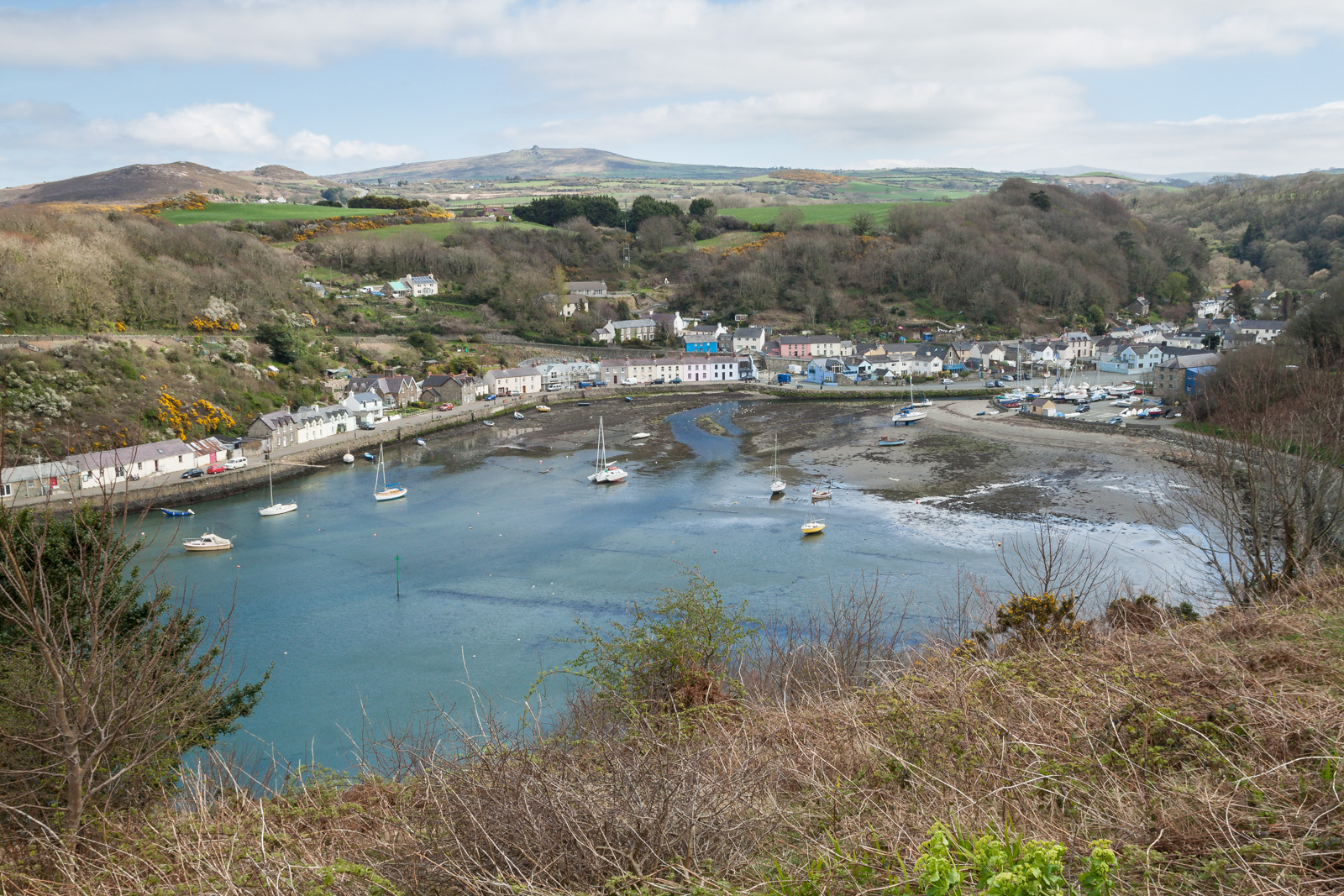
De oude haven

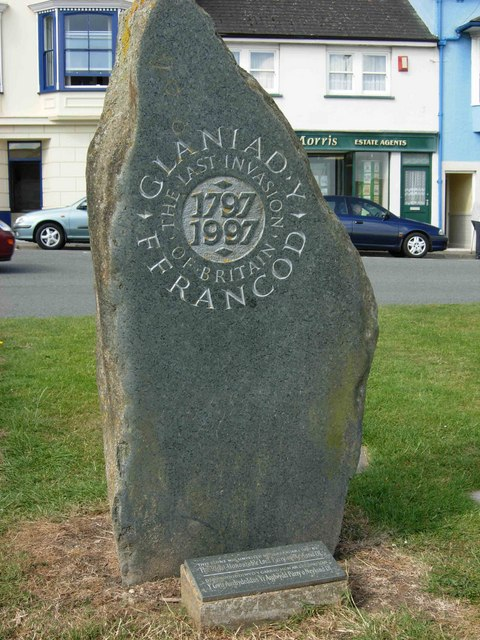
Gedenksteen Franse invasie

Fishguard (Welsh: Abergwaun - "Monding aan de rivier Gwaun") is een kustplaats in Wales, in het bestuurlijke graafschap Pembrokeshire en in het ceremoniële behouden graafschap Dyfed, met een geschatte bevolking van 3300 (2006).
De havenplaats in de Cardigan Bay aan de Ierse Zee heeft een vaste veerverbinding (verzorgd door Stena Line) met Station Rosslare Europort in Ierland en is de eindbestemming van de A40-autoweg vanuit Londen en ook eindbestemming van de spoorwegen vanuit Paddington. Die A40 is een onderdeel van de E30.
Het toeristische Fishguard staat bekend om haar haringvisserij en luisterrijke flora en fauna. De lokale omgeving kent een rijke variatie aan wilde bloemen en (zee-)vogels. Tevens kun je er grijze zeehonden, papegaaiduikers en zelfs bruinvissen en dolfijnen aantreffen.
Overige plaatselijke bewonderingwaarheden zijn een standbeeld net buiten Fishguard, dat herinnert aan de ondertekening van het vredesverdrag na de Franse invasie van 1797, en de negentiende-eeuwse St. Mary's kerk.

## Franse invasie
In 1797 kwam de Franse revolutionaire regering met het plan Groot-Brittannië binnen te vallen. Ze hoopten hiermee een opstand van de armen te bewerkstelligen die de Britse machthebbers omver zouden werpen. Op 18 februari 1797 vertrok een Franse invasiemacht van 1400 man uit de haven van Camaret-sur-Mer. De leiding was in handen van de Amerikaanse kolonel William Tate. Hij kreeg de opdracht te landen nabij Bristol, deze stad in te nemen en vervolgens op te rukken naar Liverpool. Vanaf het begin verliep alles anders, door het slechte weer was een landing bij Bristol onmogelijk en hij week uit naar Cardigan Bay in het zuidwesten van Wales waar hij op 22 februari arriveerde. Hij werd met kanonvuur ontvangen en de schepen voeren door naar een zandstrand bij Llanwnda. Hier werd iedereen ontscheept en de wapens en buskruit aan land gebracht. In de vroege ochtend van 23 februari vertrokken de schepen met bestemming Frankrijk. De ongedisciplineerde invasiemacht sloeg aan het plunderen en snel was iedereen te dronken om te vechten. Op 25 februari 1797 gaven ze zich over een de lokale militie onder leiding van Lord Cawdor. De gevangenen, waaronder Tate, zijn een jaar later vrijgelaten en teruggebracht naar Frankrijk.
In 1997 is voor de 200-jarige herdenking een groot tapijt gemaakt. Het wordt tentoongesteld in een 30 meter lang bijgebouw naast de bibliotheek van Fishguard.
In 2004 is nog een Frans scheepswrak ontdekt op de zeebodem die waarschijnlijk ten tijde van de invasie ten onder is gegaan. Een aantal vondsten uit het wrak zijn tentoongesteld in St. Mary's kerk.